# Cruriopsis
Cruriopsis là một chi bướm đêm thuộc họ Noctuidae.

## Các loài
- Cruriopsis albomaculata Kishida, 1993
- Cruriopsis funebris Moore, 1872
  - Cruriopsis funebris cognata Jordan, 1912
  - Cruriopsis funebris funebris Moore, 1872
  - Cruriopsis funebris vithoroides Leech, 1890